# Charles Reginald Schirm
Charles Reginald Schirm (ur. 12 sierpnia 1864 w Baltimore, Maryland, zm. 2 listopada 1918 w Baltimore, Maryland) – amerykański polityk, działacz Partii Republikańskiej. W latach 1901–1903 był przedstawicielem czwartego okręgu wyborczego w stanie Maryland w Izbie Reprezentantów Stanów Zjednoczonych.